# Río Alizar
Rio Alizar ist ein linker Zufluss des Río Sajta in Bolivien, einem Nebenfluss des Río Ichilo, der über den Río Mamoré und den Rio Madeira dem Amazonas zufließt. 

## Verlauf
Der Rio Alizar durchfließt in seiner gesamten Länge das Municipio Pojo in der Provinz Carrasco im Departamento Cochabamba und mündet an der Grenze zum Entre Ríos in den Sajta. Der Fluss entspringt an den nördlichen Hängen des Cerro Colorado in der Serranía de Khellu Loma in der bolivianischen Voranden-Region. Er fließt auf den ersten fünf Kilometern in nördlicher Richtung und in seinem weiteren Verlauf bis zur Mündung dann in nordöstlicher Richtung. Der Río Alizar begrenzt nach Südosten hin den Höhenzug der Serranía de Iniricarsama, der nach Nordosten durch den Río Sajta und nach Südwesten durch den Río Osos begrenzt wird.
Der Río Alizar gehört zum Nationalpark Carrasco, der insgesamt nur gering durch Besiedlung oder Straßenzüge erschlossen ist. Der nur 21 Kilometer lange Fluss führt zwar reichlich Wasser, so dass er in einem breitgefächerten Flussdelta in den Río Sajta mündet, wird aber in seinem gesamten Verlauf von keiner einzigen Brücke überquert.

## Nebenflüsse
Einziger bedeutender Nebenfluss ist der Río Vado, der etwa von gleicher Gesamtlänge wie der Río Alizar ist, und der acht Kilometer vor dessen Mündung aus südlicher Richtung zum Río Alizar stößt. 